# César Birotteau (film, 1921)
Pour les articles homonymes, voir César Birotteau (homonymie) et Birotteau.
César Birotteau (Cesare Birotteau) est un film italien réalisé par Arnaldo Fratelli d'après le roman César Birotteau d'Honoré de Balzac, sorti en 1921.

## Fiche technique
- Réalisation : Arnaldo Fratelli
- Adaptation :  d'après César Birotteau d'Honoré de Balzac
- Pays de production :   Royaume d'Italie
- Date de sortie : avril 1921

## Distribution
- Rina Calabria
- Paula Paxi
- Gustavo Salvini